# Brian Saramago
Brian Saramago (* 9. November 1998 in New Hyde Park, New York) ist ein US-amerikanischer Fußballspieler auf der Position eines Stürmers. Zwischen 2015 und 2016 stand er bei den New York Red Bulls II, dem zweiten Profiteam der New York Red Bulls, mit Spielbetrieb in der drittklassigen nordamerikanischen United Soccer League unter Vertrag und beginnt im Jahr 2016 ein Studium an der Loyola University Maryland.

## Karriere
Brian Saramago wurde am 9. November 1998 in der Ortschaft New Hyde Park auf Long Island im US-Bundesstaat New York geboren, wo er auch aufwuchs und unter anderem die New Hyde Park Memorial High School besuchte, an der er bereits als Fußballspieler aktiv war. In weiterer Folge wurde er im Jahre 2014 vom Major-League-Soccer-Franchise New York Red Bulls unter Vertrag genommen und in dessen Nachwuchsabteilung eingesetzt. Als Mitglied der U-15-/U-16-Mannschaft der New York Red Bulls Academy war er offensiv sehr gefährlich und erzielte in der Saison 2014/15 31 Tore in 32 Spielen. Auch die nachfolgende Spielzeit 2015/16, die er für die U-17-/U-18-Mannschaft der Akademie absolvierte, war von seiner Torgefährlichkeit geprägt, wobei er es in 25 Meisterschaftsspielen auf ebenso viele Treffer brachte.
In diesem Jahr schaffte er auch den Sprung in den Profifußball, als er im Juni 2015 erstmal bei den New York Red Bulls II, dem zweiten Profiteam der New York Red Bulls, mit Spielbetrieb in der drittklassigen nordamerikanischen United Soccer League eingesetzt wurde. Sein Profidebüt gab er dabei am 7. Juni 2015, als ihn Trainer John Wolyniec beim 2:2-Auswärtsremis gegen den FC Montréal ab der 72. Spielminute für Juan Sebastián Sánchez, den Schützen zur 2:1-Führung, einwechselte. Nachdem er eine Woche später erneut zu einem Kurzeinsatz gekommen war, folgten zwischen Mitte und Ende August 2015 drei weitere Kurzauftritte in der nordamerikanischen Drittklassigkeit. Als Nachwuchsspieler wurde er unter anderem in die US-Soccer-Development-Academy-Best-XI der Eastern Conference gewählt und in die US-amerikanische U-17- und U-19-Auswahl geholt.
Kurz nachdem er von U-19-Teamchef Brad Friedel in den 23-köpfigen Kader für die Copa de Athletico auf den Kanaren nominiert wurde, gab die Loyola University Maryland bekannt, dass Brian Saramago ab dem Studienjahr 2016 sein Studium an der Universität aufnimmt und ebenfalls der Herrenfußballmannschaft der Sportabteilung Loyola Greyhounds angehören wird. Noch im gleichen Jahr wurde er von der US-amerikanischen Scouting-Plattform O When The Yanks zum Top-20-Spieler des Landes gewählt und umgehend in drei Länderspielen der US-amerikanischen U-19-Nationalmannschaft eingesetzt. Da die Universitätsmeisterschaft erst im Sommer 2016 startet, hielt sich Brian Saramago weiterhin bei den New York Red Bulls II fit und absolvierte für das Team im April 2016 zwei weitere Kurzeinsätze in der United Soccer League. Weitere Einsätze blieben daraufhin jedoch aus.